# Jimmy Woode

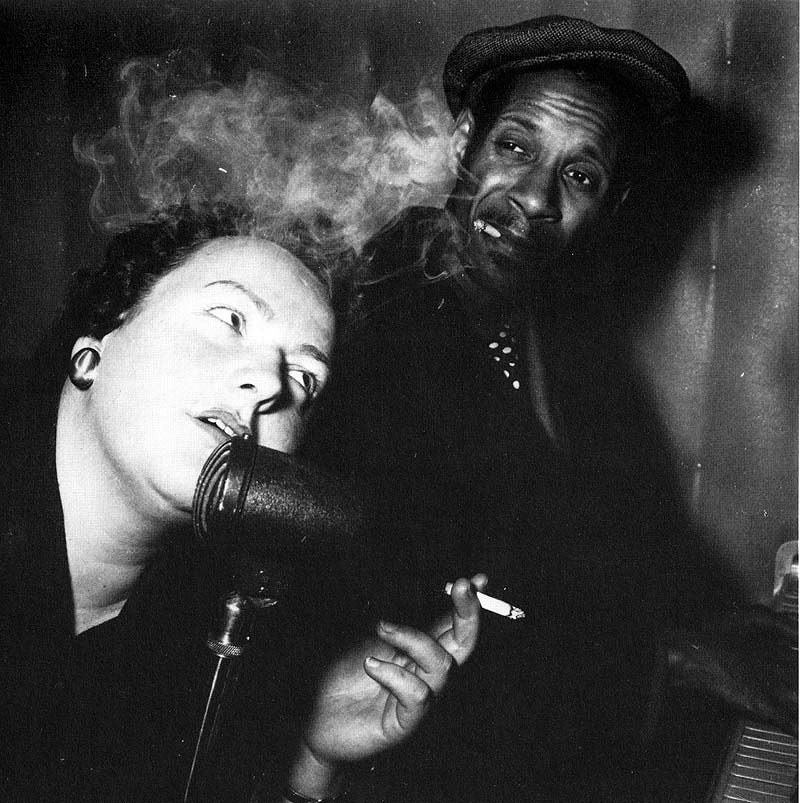
Jimmy Woode (rechts)

James Bryant Woode (Philadelphia, 23 september 1926 - Lindenwold, 23 april 2005) was een Amerikaanse jazzbassist.

## Biografie
Zijn vader, die eveneens Jimmy heette, was een pianist die onder meer bij Hot Lips Page speelde, een oom was arrangeur bij allerlei bigbands. Jimmy Woode studeerde piano en bas aan verschillende conservatoria, waaronder Boston University en had les bij Paul Gregory. In de eerste helft van de jaren vijftig woonde en werkte hij in Boston, waar hij in de clubs Storyville en Hi Hat vele grote jazznamen begeleidde, zoals Charlie Parker, Miles Davis en Billie Holiday. In 1955 verving hij in Storyville de bassist van Duke Ellington en werd daarna de vaste bassist in diens orkest. Bij Ellington was hij van 1955 tot 1959 actief. Hij speelde met de band mee op veel platen, zoals Such Sweet Thunder en een album met Ella Fitzgerald. Ook was hij bassist tijdens het beroemde  optreden van Ellington op het Newport Jazz Festival van 1956, waar hij met drummer Sam Woodyard het vuurtje flink opstookte voor de legendarische saxofoonsolo van Paul Gonsalves.
In het begin van de jaren zestig vestigde hij zich in Europa en werkte in jaren daarna onder meer met onder meer Eric Dolphy, Johnny Griffin, Sahib Shihab en Mal Waldron. Tevens was hij van 1960 tot het einde in 1973 lid van de bigband van Kenny Clarke en Francy Boland. Woode heeft ook enige tijd in Nederland gewoond.
In de jaren negentig vormde hij een trio met Dirk Raufeisen en Charly Antolini en toerde hij met Lionel Hampton's Golden Men of Jazz. In 2003 vormde hij een trio met drummer Pete York en Helge Schneider, waarmee hij in Duitsland jazzstandards speelde. Ook acteerde hij in een film van Schneider, "Jazzclub-Der frühe Vogel fängt den Wurm" (2004).
Woode heeft slechts één plaat als leider opgenomen, in 1958. Hij speelde echter mee op talloze opnames, bijvoorbeeld van Billie Holiday, Sidney Bechet, Nat Pierce, Clark Terry, Johnny Hodges, Paul Gonsalves, Coleman Hawkins, Johnny Griffin, Milt Buckner, Hampton Hawes, Milt Buckner, Eddie Lockjaw Davis, Helen Humes, Jim Hall, Stéphane Grappelli, Paris Reunion Band van Nathan Davis, Benny Bailey, Charlie Haden, George Robert, Serge Chaloff en Jimmy Rowles. Zijn laatste opnames maakte hij begin 2005 met de saxofonist Stephan Abel. Woode overleed aan de gevolgen van een hartaanval.

## Discografie
als leider:
- The Colourful Strings of Jimmy Woode, Argo Records, 1958